# Ifalukellidae
Famille
Les Ifalukellidae sont une famille de cnidaires anthozoaires de l'ordre des Alcyonacea, des coraux aux branches fines et flexibles. 

## Description et caractéristiques
Ces gorgones sont fines et flexibles, et ressemblent superficiellement à des hydraires Plumulariidae. Les colonies sont arborescentes, avec une tige principale bien calcifiée, constituée de lamelles concentriques légèrement ondulées. Suivant les espèces, les ramifications peuvent suivre un même plan (en forme de plumes) ou buissonner. Les sclérites sont minuscules et de formes variables. 

## Liste des genres
Selon World Register of Marine Species (10 juin 2019) :
- genre Ifalukella Bayer, 1955 -- 1 espèce
- genre Plumigorgia Nutting, 1910 -- 5 espèces